# 我和秋天有個約會 (舞台劇)
《我和秋天有個約會》是一部香港舞台劇，以歌曲穿插其中，是舞台劇我和春天有個約會的續集。首演「我和秋天有個約會」的是香港話劇團，在2012年7月28日，灣仔香港演藝學院演出。
經常會有觀眾誤會，其實此劇並非音樂劇，只為一齣有歌曲穿插在其中的話劇，因歌曲並非敘述劇情，加上因劇中的背景地點是有會有歌曲演唱的夜總會，故才會穿插歌曲，所以並非音樂劇。跟音樂劇是由歌曲來敘述劇情是不同的。

## 劇情
已結業的「麗花皇宮」的台柱鳳萍之子Danny別具音樂才華，卻因一段逝去的愛情而意志消沉，忽略了身邊的親人和朋友。誰料在此燈火闌珊之時，卻埋藏著一段可歌可泣的動人愛情故事。

## 演員
- 姚小蝶：劉雅麗
- 鳳  萍：蘇玉華
- 金露露：羅冠蘭
- 蓮  茜：馮蔚衡
- 沈家豪：潘燦良
- 大雞陸：高翰文
- Danny：張敬軒

## 連結
- 香港經典台北即日開演 《我和秋天有個約會》為「香港週2012」揭開閃亮序幕
- 香港話劇團勇奪第二十二屆香港舞台劇獎六大獎項